# Springfield (wapenfabrikant)

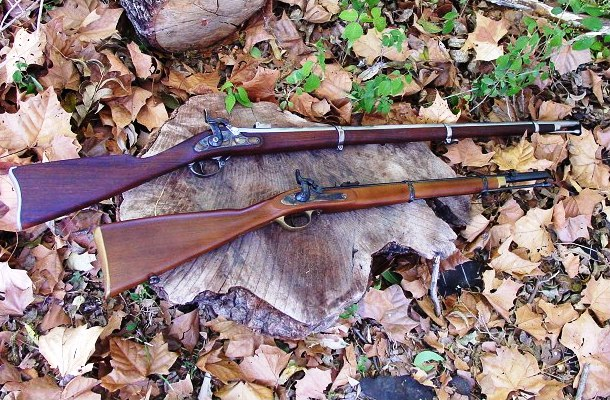
Musketwapen van Springfield.

De Springfield-wapenfabriek en arsenaal (officieel National Armory, Springfield) had van 1777 tot 1968 een belangrijke positie in de fabricage en ontwikkeling van handvuurwapens in de Verenigde Staten.
George Washington selecteerde in 1777 persoonlijk Springfield (Massachusetts) als locatie voor de stichting van een nationale wapenfabriek en -opslagplaats. De plaats werd geselecteerd omdat hij goede verbindingen had maar toch niet te kwetsbaar was. Bovendien lag hij vlak bij een militair oefenterrein.
In 1794 besloten de Verenigde Staten geen musketten meer te importeren maar ze zelf te fabriceren, Springfield werd geselecteerd als een van de fabrieken. Gedurende de volgende 150 jaar functioneerde Springfield als wapenleverancier voor elk belangrijk Amerikaans conflict, en als een "denktank" voor nieuwe vuurwapens.
"Springfield" fabriceerde munitie, wapens en affuiten en diende tevens als opslagplaats hiervan. In 1794 begon de fabriek met de productie van de musket. 
Door geldtekort sloot de Amerikaanse regering in 1968 het arsenaal.
Reeds zes jaar na de sluiting van de "Armory" nam Robert Reese, een Amerikaans industrieel, de nu niet meer beschermde naam aan voor zijn in 1974 opgerichte wapenhandelsfirma. De Springfield Armory, Inc. in Geneso. ((Illinois) produceert en importeert wapens en trekt daarbij profijt van een der traditioneel belangrijkste namen der Amerikaanse wapenindustrie, echter zonder dat ooit een relatie tussen beide heeft bestaan.

## Wapens
Bekende wapens van Springfield zijn het onder licentie van Mauser gemaakte grendelgeweer en de semiautomatische Garand, die beide in de Tweede Wereldoorlog gebruikt werden. Nadien werden er ook veel nieuwere wapens gemaakt.